# 프리쳐스 와이프
《프리쳐스 와이프》(영어: The Preacher's Wife)는 페니 마셜이 감독한 미국의 1996년 크리스마스 코미디 드라마 영화이다. 로버트 네이선이 1928년에 발표한 소설 "The Bishop's Wife"가 원작이며, 1947년 영화 《주교의 부인》을 리메이크한 작품이기도 하다. 휘트니 휴스턴이 제목에 명시된 주인공을 맡아 어머니 시시 휴스턴과 동반 출연하였으며, 코트니 B. 밴스가 목사 남편 역을, 덴절 워싱턴이 이들 부부 앞에 나타난 천사 역을 맡았다.

## 줄거리
가난한 뉴욕 흑인 동네 침례교회 목사 헨리는 신자 수 감소와 교회 재정 문제로 괴로워한다. 그 사이 아들 제러마이아와 전 나이트클럽 가수이며 교회 성가대 내 중심인 아내 줄리아는 뒷전이 된다. 게다가 부동산 개발업자 조는 교회를 사서 그 부지에 콘도미니엄을 짓고 싶어한다.
신앙을 잃어가던 헨리는 신에게 도움을 간구하고 그에 응답하듯 쾌활하고 붙임성 있는 더들리가 나타나 신이 보낸 천사를 자처한다. 하지만 헨리는 이를 거의 믿지 않는데...

## 출연
- 휘트니 휴스턴 - 줄리아 콜먼 비그스 역
- 덴절 워싱턴 - 더들리 역
- 코트니 B. 밴스 - 헨리 비그스 목사 역
- 그레고리 하인스 - 조 해밀턴 역
- 제니퍼 루이스 - 마거릿 콜먼, 줄리아의 어머니 역
- 로레타 더바인 - 베벌리, 교회 비서 역
- 저스틴 피어 에드먼드 - 제러마이아 비그스 역
- 라이어널 리치 - 브리스틀로 역
- 섀리 헤들리 - 알린 채턴 역
- 폴 베이츠 - 솔 제프리스 역
- 렉스 먼슨 - 오스버트 역
- 윌리엄 제임스 스티거스 주니어 - 빌리 엘드리지 역
- 마셀라 라워리 - 애나 엘드리지 역
- 시시 휴스턴 - 해버게일 부인 역

## 기타 제작진
- 공동 제작: 티머시 M. 본, 데브라 마틴 체이스, 에이미 레미시
- 미술: 빌 그룸
- 의상: 신시아 플린트

## 우리말 녹음
KBS 성우진 (2000년 12월 22일)
- 구자형 - 더들리(덴절 워싱턴)
- 서혜정 - 줄리아(휘트니 휴스턴)
- 이인성 - 헨리(코트니 B. 밴스)
- 이선 - 제러마이아(저스틴 피어 에드먼드)
- 성선녀 - 마거릿 부인(제니퍼 루이스)
- 문지현 - 베벌리(로레타 더바인)
- 김소형 - 솔(폴 베이츠)
- 조진숙 - 하킴(다벌 데이비스 주니어)
- 한수경 - 판사
- 임성표 - 브리스틀로(라이어널 리치)
- 배정미 - 데버라
- 조달호 - 오거스트
- 정옥주 - 애나(마셀라 라워리)
- 손선근 - 드러머(로이 헤인스)
- 박규웅 - 가게 주인(하이메 티렐리)
- 정훈석 - 빌리(윌리엄 제임스 스티거스 주니어)

## 같이 보기
- 크리스마스 영화 목록